# Fondation Louis-Jeantet

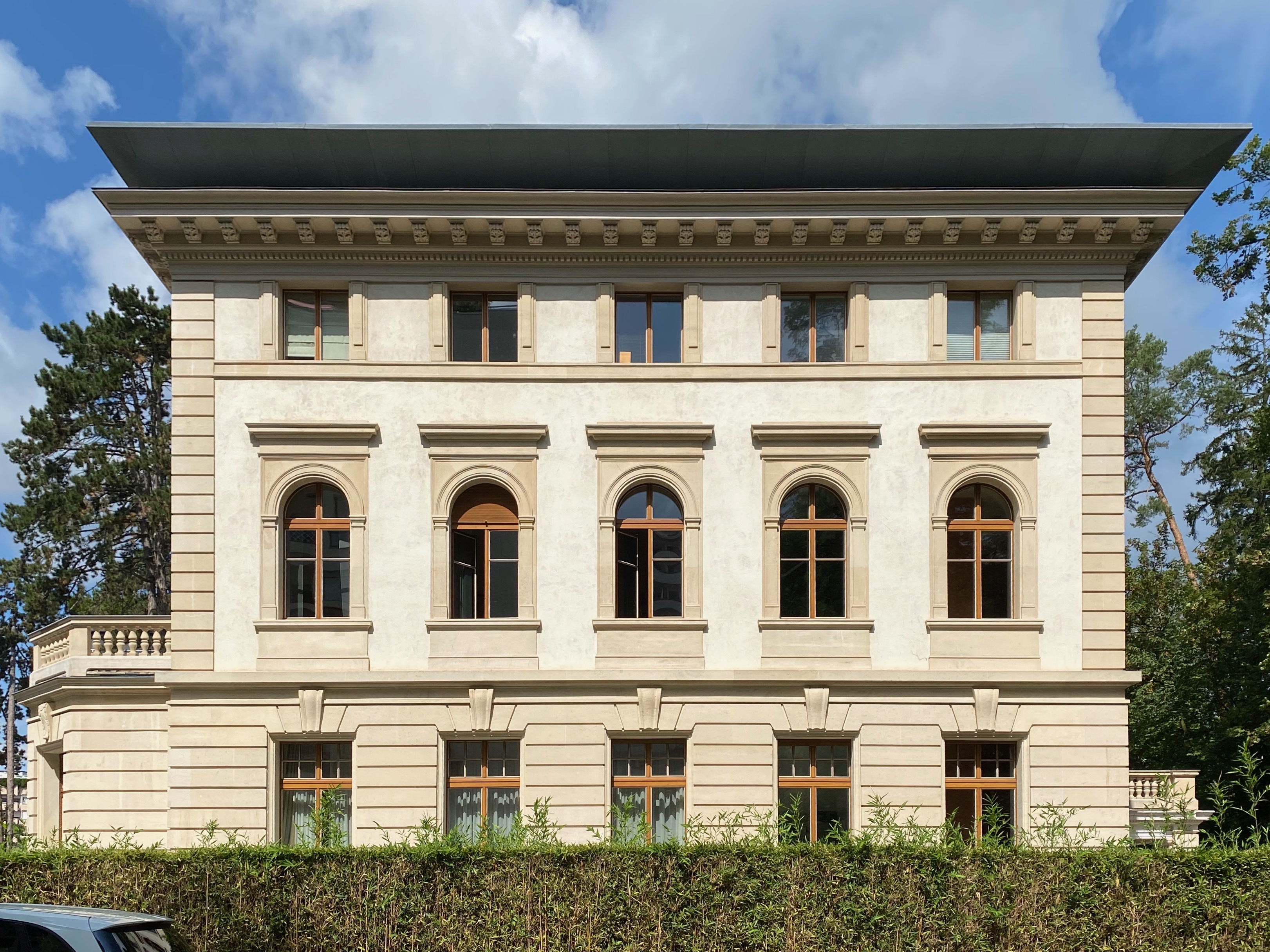

La Fondation Louis-Jeantet est une fondation créée en 1983 et basée à Genève. Elle a pour but de faire avancer la médecine en soutenant la recherche biomédicale européenne.
Elle a été créée grâce au legs de Louis Jeantet, né à Paris en 1897 et décédé à Genève en 1981. Fils de Félix Jeantet et frère de Claude et Gabriel Jeantet, et homme d'affaires a fait fortune en France dans le secteur automobile et pneumatique. Il s'installe à Genève en 1936 et consacre le reste de sa vie à la gestion de sa fortune. C'est en 1966 que naît la volonté de Louis Jeantet de léguer sa fortune à la création d'une fondation qui porterait son nom et qui verrait le jour après sa mort. Il travaillera à ce projet jusqu'en 1979, définissant les aspects juridiques, administratifs et scientifiques.

## Prix Louis-Jeantet de médecine
Depuis 1986, la Fondation Louis-Jeantet décerne chaque année le Prix Louis-Jeantet de médecine. Ce prix est destiné à des chercheuses et chercheurs européens et vise avant tout à encourager et soutenir la recherche biomédicale et non à consacrer une carrière scientifique.
À ce jour, le Prix Louis-Jeantet de médecine a été décerné à 86 lauréates et lauréats :
- 1986 : Michael Berridge, Désiré Collen et Luc Montagnier
- 1987 : Sydney Brenner, Walter J. Gehring et Dominique Stehelin
- 1988 : Bert Sakmann, John J. Skehel et Rolf M. Zinkernagel
- 1989 : Roberto J. Poljak, Walter Schaffner et Gregory P. Winter
- 1990 : Nicole Le Douarin, Gottfried Schatz et Harald von Boehmer
- 1991 : Pierre Chambon, Frank G. Grosveld et Hugh R. B. Pelham
- 1992 : Paul Nurse, Christiane Nüsslein-Volhard et Alain R. M. Townsend
- 1993 : Jean-Pierre Changeux, Richard Henderson et Kurt Wüthrich
- 1994 : Thierry Boon, Jan Holmgren et Philippe J. Sansonetti
- 1995 : Dirk Bootsma, Jan H. J. Hoeijmakers, Peter N. Goodfellow, Robin H. Lovell-Badge et Peter Gruss
- 1996 : Björn Dahlbäck, Ulrich K. Laemmli et Nigel Unwin
- 1997 : Philip Cohen, Kim A. Nasmyth et Richard Peto
- 1998 : Denis Duboule, Walter Keller et Ronald A. Laskey
- 1999 : Adrian P. Bird, Herbert Jäckle et Jean-Louis Mandel
- 2000 : Konrad Basler, Thomas J. Jentsch et Ueli Schibler
- 2001 : Alain Fischer, Iain W. Mattaj et Alfred Wittinghofer
- 2002 : Timothy J. Richmond, Richard Treisman et Karl Tryggvason
- 2003 : Wolfgang Baumeister, Riitta Hari et Nikos K. Logothetis
- 2004 : Hans Clevers et Alec J. Jeffreys
- 2005 : Alan Hall (de) et Svante Pääbo
- 2006 : Kari Alitalo et Christine Petit
- 2007 : Venki Ramakrishnan et Stephen C. West
- 2008 : Pascale Cossart et Jürg Tschopp
- 2009 : Michael N. Hall et Peter J. Ratcliffe
- 2010 : Michel Haïssaguerre et Austin Smith (biologist) (en)
- 2011 : Stefan Jentsch (de)ainsi qu'Edvard Moser et May-Britt Moser
- 2012 : Matthias Mann (de) et Fiona Powrie (en)[2]
- 2013 : Michael Stratton (en)  ainsi que Peter Hegemann et Georg Nagel
- 2014 : Elena Conti et Denis Le Bihan
- 2015 : Emmanuelle Charpentier[3] et Rudolf Zechner (de)[4]
- 2016: Andrea Ballabio et John Diffley
- 2017 : Silvia Arber et Caetano Reis e Sousa
- 2018 : Christer Betsholtz et Antonio Lanzavecchia
- 2019 : Luigi Naldini et Botond Roska